# 湖南湘军足球俱乐部2005赛季
2005赛季是湖南湘军（湖南湘涛前身）征战中国足球职业联赛的第2年。该赛季球队因俱乐部的经营等问题，致使球队成绩严重下滑。

## 赛季介绍
2005年，由于中国足协出于备战北京奥运会的准备，宣布调整职业联赛升降级制度（取消降级），以及哈尔滨国力拖欠球员工资被中国足协取消参赛资格，使得该赛季球队没有了降级之忧。2月，科力远集团有意退出足坛，将球队转手给百龙集团，球队更名为“湖南百龙湘军足球俱乐部”。但在后来百龙集团突然宣布退出，科力远集团不得不重新接手球队。7月开始，球队陷入了严重的经济危机，导致球队多次面临被强行降级或者解散的危急情况，甚至出现了无法支付训练场地费用的尴尬，同时球队在2005赛季的中甲联赛中的排名也一直居于末两位，遭到众多球迷的不满。9月7日，湖南山川速生丰产林工程有限公司与科力远集团签约，以「零转让」承担原湘军俱乐部目前的全部债务的形式就手湘军，俱乐部更名为湖南山川湘军足球俱乐部。同年，球队内部发生了“球霸”事件，时任主教练李辉被迫下课。

### 2005年“球霸”事件
关于李辉与湘军球员之间的矛盾，其实与同一年在深圳健力宝所发生的球霸事件颇为相似。其起因在于李辉对球员的管理颇为严格，尤其是在一些场次中认为部分球表现可疑并建议俱乐部给予其处分，引发了球员的集体反对，甚至集体罢训要求李辉下课，而李辉则公开斥责部分球员的行为类似“球霸”。虽然在俱乐部的协调下，队员勉强“复工”，但仍然在联赛中节节败退。25日，球队与上海国际的足协杯比赛结束后，李辉向俱乐部提出辞呈，正式下课。和中超的深圳健力宝一样，中甲版的“球霸”事件也以主帅的最终离开而告终。

## 球员名单
註釋：國旗表示球員在國際足聯資格規則定義的國家隊。球員可能擁有一個以上非國際足聯國籍。
| 號碼 |      | 位置 | 球員   |
| ---- | ---- | ---- | ------ |
| 1    | 中国 | 门将 | 符宾   |
| 2    | 中国 |      | 王华   |
| 3    | 中国 |      | 马晓明 |
| 4    | 中国 |      | 陈渝   |
| 5    | 中国 |      | 马梓柱 |
| 6    | 中国 |      | 侯敬夫 |
| 7    | 中国 |      | 陈真   |
| 8    | 中国 |      | 周纯   |
| 9    | 中国 |      | 刘家庆 |
| 10   | 中国 |      | 刘成   |
| 11   | 中国 |      | 王康   |
| 12   | 中国 |      | 王琛   |
| 13   | 中国 |      | 刘金   |
| 14   | 中国 |      | 李丹   |
| 15   | 中国 |      | 唐杰   |
| 16   | 中国 |      | 王锋庆 |
| 17   | 中国 |      | 石明   |

| 號碼 |      | 位置 | 球員   |
| ---- | ---- | ---- | ------ |
| 18   | 中国 |      | 张远杰 |
| 19   | 中国 |      | 廖玉权 |
| 20   | 中国 |      | 周游   |
| 21   | 中国 |      | 李征宇 |
| 23   | 中国 |      | 吴振宇 |
| 24   | 中国 |      | 袁康   |
| 25   | 中国 |      | 王凌波 |
| 26   | 中国 |      | 涂权新 |
| 27   | 中国 |      | 杨思源 |
| 28   | 中国 |      | 刘磊   |
| 29   | 中国 |      | 张磊   |
| 30   | 中国 |      | 邱博   |
| 32   | 中国 |      | 赵先一 |
| 33   | 中国 |      | 唐宇轩 |
| 34   | 中国 |      | 廖希   |
| 35   | 中国 |      | 李实   |

## 比赛

### 2005年中国足球甲级联赛
更新日期：2005年10月22日
- 第1轮 湖南0-2青岛
- 第2轮 广州2-0湖南
- 第3轮 湖南2-1成都
- 第4轮 浙江3-0湖南
- 第5轮 湖南2-0长波
- 第6轮 南京5-1湖南
- 第7轮 湖南0-0厦门
- 第8轮 九城5-0湖南
- 第9轮 湖南0-1长春
- 第10轮 取消
- 第11轮 湖南1-1河南
- 第12轮 江苏3-1湖南
- 第13轮 湖南0-2延边
- 第14轮 青岛3-0湖南
- 第15轮 湖南0-2广州
- 第16轮 成都2-0湖南
- 第17轮 湖南0-2浙江
- 第18轮 长波1-1湖南
- 第19轮 湖南2-4南京
- 第20轮 厦门5-1湖南
- 第21轮 湖南3-3九城
- 第22轮 长春2-0湖南
- 第23轮 取消
- 第24轮 河南1-2湖南
- 第25轮 湖南0-3江苏
- 第26轮 延边3-2湖南

### 2005年中国足协杯赛
- 第一轮采用单场淘汰制，90分钟打平则进行加时赛，加时赛打平则点球决胜。

| 日期          | 主队     | 比分  | 客队     |
| ------------- | -------- | ----- | -------- |
| 2005年3月26日 | 湖南湘军 | 2 - 0 | 沈阳金德 |

- 从第二轮开始实行主客场淘汰赛制，左列为首回合主队，右列为次回合主队。

| 俱樂部   | 首回合        | 比分  | 次回合        | 比分  | 总比分 | 俱樂部   |
| -------- | ------------- | ----- | ------------- | ----- | ------ | -------- |
| 上海国际 | 2005年6月18日 | 5 - 1 | 2005年6月25日 | 4 - 0 | 9 - 1  | 湖南湘军 |